# Zalophia funebris
Zalophia funebris är en skalbaggsart som först beskrevs av Bates 1880.  Zalophia funebris ingår i släktet Zalophia och familjen långhorningar.
Artens utbredningsområde är Guatemala. Inga underarter finns listade i Catalogue of Life.